# Santana da Vargem (kommun)
Santana da Vargem är en kommun i Brasilien.   Den ligger i delstaten Minas Gerais, i den sydöstra delen av landet, 700 km söder om huvudstaden Brasília. Antalet invånare är 7 239.
Följande samhällen finns i Santana da Vargem:
- Santana da Vargem

Omgivningarna runt Santana da Vargem är en mosaik av jordbruksmark och naturlig växtlighet. Runt Santana da Vargem är det ganska tätbefolkat, med 96 invånare per kvadratkilometer.